# Schalplan
Ein Schalplan ist ein ergänzender Ausführungsplan zur Darstellung der einzuschalenden Bauteile von Bauwerken, die aus Beton hergestellt werden sollen. Im Schalplan werden die für das Tragwerk erforderlichen Betonbauteile des Bauwerks mit den wesentlichen Details dargestellt. Nach diesen Plänen wird die Schalung, also die Negativform, in die auf einer Baustelle der frische Beton gegossen wird, hergestellt und ausgerichtet. Die Schalung selbst wird in einem Schalplan nicht dargestellt. Bei Bedarf, z. B. für Spezialanfertigungen, werden dafür zusätzliche Detailpläne (Schalungspläne) erstellt.  Schalpläne werden in Deutschland in der Regel von einem Tragwerksplaner auf Grundlage der abgeschlossenen Werkplanung des Objektplaners erstellt. Schalpläne sind nur gültig in Verbindung mit der Ausführungsplanung des Objektplaners. Sofern die einzuschalenden Betonbauteile des Bauwerkes ohne die Ausführungspläne des Objektplaners hergestellt werden sollen, wird als Besondere Leistung die Erstellung von Rohbauplänen erforderlich.

## Darstellung, Inhalt und Erstellung
Schalpläne zeigen die Geometrie des Bauteils mit Bemaßung in Form von Untersichten von Decken. Bei Bedarf werden zusätzliche Schnitte, Ansichten oder Draufsichten durch die herzustellenden Beton- oder Stahlbetonbauteile dargestellt. Besonderheiten wie Aussparungen oder Einbauteile werden nur dargestellt, soweit diese für das Tragwerk des Gebäudes relevant sind. In der Regel beschränken sich Schalpläne auf zweidimensionale Darstellungen. Bei komplizierten Geometrien wird gelegentlich auch auf Isometrien zurückgegriffen.
Sichtbare Bauteilkanten und Schnittkanten werden in verschiedenen Strichstärken gezeichnet, wobei geschnittene Bauteilkanten dicker gezeichnet sind; dahinter liegende (unsichtbare) Kanten werden gestrichelt gezeichnet. Aussparungen werden zudem mit Symbolen gekennzeichnet.
Für Schalpläne gilt die DIN 1356-1 „Bauzeichnungen – Arten, Inhalte und Grundregeln der Darstellung“. Form und Faltung der Zeichnungen ist, wie für alle technischen Zeichnungen, ebenfalls geregelt (nach DIN 476, DIN 823 und DIN 824).
Schalpläne wurden früher von Bauzeichnern mit Bleistift oder Tusche auf transparentem Papier (zum Vervielfältigen durch Pausen) gezeichnet. Heute werden Schalpläne zum überwiegenden Teil am Computer mit Hilfe von CAD-Programmen erstellt. Neben dem Schalplan wird für die Bauausführung auch der Bewehrungsplan benötigt. Da Bewehrung und Schalung aufeinander abgestimmt sein müssen (Betondeckung usw.), werden Schal- und Bewehrungspläne meistens zusammen erstellt. Deren Schalzeichnungen werden auf den Bewehrungsplan übertragen.

## Schalungsplanung
Bei der Verwendung von Systemschalung ist es für einen wirtschaftlichen Einsatz der Schalung notwendig, eine Schalungsplanung vorzunehmen. In der Schalungsplanung werden alle Schalungselemente, Schalungsanker und sonstige Teile dargestellt, die zum Aufbauen der Schalung benötigt werden. Ergebnis der Schalungsplanung sind Stücklisten und Schalungspläne, in denen die Schalung mit dargestellt wird. Die Schalungsplanung wird heute durch EDV-Programme unterstützt. Die entsprechende Software wird von Schalungsherstellern angeboten. Voraussetzung der Schalungsplanung ist eine Einteilung des Bauteils in Betonierabschnitte. Ziel der Schalungsplanung ist, mit einer möglichst geringen Anzahl an Schalungselementen möglichst oft und möglichst kontinuierlich arbeiten zu können.

## Rüstplanung
Bei Bauteilen, die in großer Höhe betoniert werden, weit gespannt sind (z. B. im Brückenbau) oder besonders schwer sind (z. B. im Industriebau), wird zusätzlich zum Schalplan auch ein Rüstungsplan (oder kurz Rüstplan) hergestellt. In den Rüstungsplänen werden vergleichbar zur Schalung alle Elemente des benötigten Schalungsgerüst dargestellt.

## Rohbauzeichnung
Schalpläne, die alle für die Ausführung des Rohbaus erforderlichen Angaben enthalten, werden als Rohbaupläne oder Rohbauzeichnungen bezeichnet. Sie werden auf der Grundlage der Ausführungszeichnungen des Objektplaners angefertigt.
Die Fertigung solcher Rohbauzeichnungen erfordert einen erheblichen Mehraufwand gegenüber Schalplänen und stellt somit eine besondere Leistung nach HOAI dar.
Für die Ausführung auf der Baustelle liegt der Vorteil darin, dass alle für die Ausführung des Tragwerkes erforderlichen Einzelheiten dargestellt sind, ohne dass für die Ausführung des Rohbaus noch weitere Pläne zur Hand genommen werden müssen.